# Daugava

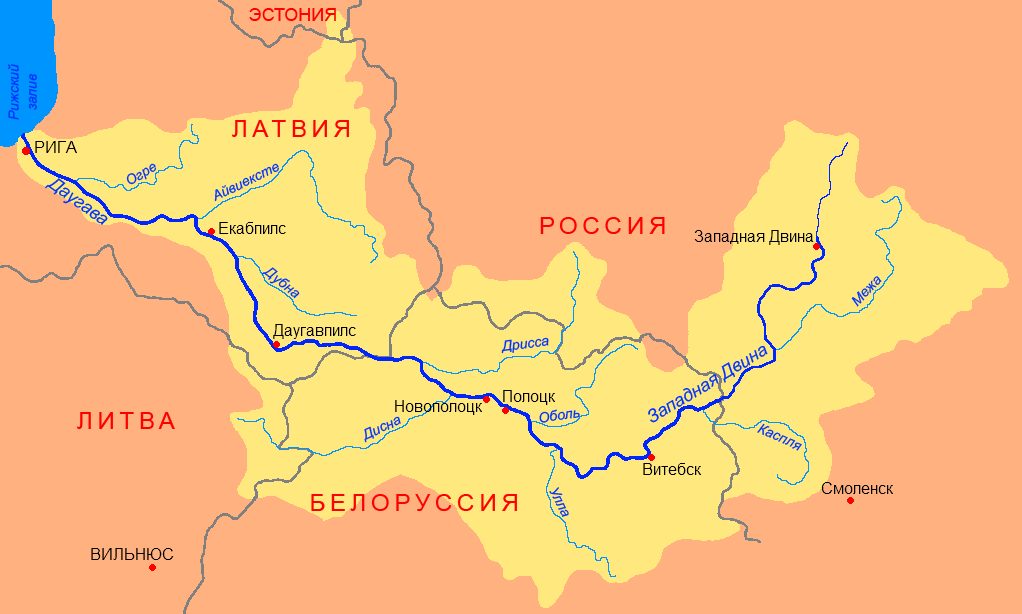

La Daugava o Dvina occidentale (in russo Западная Двина́?, Zapadnaja Dviná; in bielorusso Дзвінá, Захо́дняя Дзвіна́?, Dzviná, Zachódnjaja Dzviná; in lettone Daugava; in livone Vēna; in tedesco Düna) è un fiume che nasce nel Rialto del Valdaj nell'oblast russo di Tver. Attraversa la Russia, la Bielorussia e la Lettonia, sfocia nel golfo di Riga, Mar Baltico. Non deve essere confusa con la Dvina settentrionale.

## Descrizione
Il fiume scorre dal lago Korjakino e poi passa nel lago Ochvat, quindi scorre a sud-ovest e dopo Vicebsk gira a nord-ovest. La lunghezza totale del fiume è di 1 020 Km, di cui 325 km in Russia, 328 in Bielorussia e 367 in Lettonia. Ha un bacino di 87 900 km², la portata media dell'acqua alla foce è di 700 m³/s. È collegata da un canale con i fiumi Dnepr e Beresina. Nei tratti inferiori il fiume si divide in rami e alla foce forma un delta largo circa 35 km. La piena primaverile va dalla fine di marzo all'inizio di giugno, la magra estiva è interrotta dalle piene piovose, mentre in autunno le alluvioni sono più frequenti. Nel bacino del fiume vi sono 3 500 mila laghi per una superficie totale di 1 676km².
Sul suo percorso ci sono tre centrali idroelettriche: la Rīgas HES a 35 km dalla foce del fiume, la Ķeguma HES a 70 km dalla foce e la Pļaviņu HES 107 km dalla foce. La quarta, la Daugavpils HES, è stata progettata ma mai realizzata, a causa di proteste popolari. La Bielorussia attualmente progetta di costruire parecchie dighe idroelettriche sulla parte bielorussa della Daugava.
Il nome del fiume è ricordato dalla squadra di calcio Daugava Daugavpils che proprio dal fiume prende la sua denominazione.

### Affluenti
In territorio russo:
- Velesa
- Toropa
- Meža

In territorio russo/bielorusso:
- Usvjača
- Kasplja
- Polota (Palata)
- Drysa (Drissa)

In territorio bielorusso:
- Lučosa
- Ula
- Obal'
- Ušača

In territorio bielorusso/lettone:
- Dzisna

In territorio lettone:
- Dubna
- Aiviekste
- Ogre

## Città sul fiume Daugava
- Riga (capitale delle Lettonia)
- Salaspils (Lettonia)
- Ogre (Lettonia)
- Jēkabpils (Lettonia)
- Daugavpils (Lettonia)
- Polack (Bielorussia)
- Vicebsk (Bielorussia)
- Veliž (Russia)
- Zapadnaja Dvina (Russia)